# Pontania vesicator
Pontania vesicator är en stekelart som först beskrevs av Bremi-wolf 1849.  Pontania vesicator ingår i släktet Pontania, och familjen bladsteklar. Arten är reproducerande i Sverige.